# ITV晚間新聞
ITV晚間新聞（英語：ITV Evening News）是英國獨立電視台播出的晚間新聞節目，由ITN製作。節目的主持人是瑪麗·南丁格爾，在每週一至週五的傍晚六點半播出，時長為1小時。節目主要內容是英國國內及國際新聞。

## 節目歷史
1976年9月6日起，改名為《五點九新聞》後，改為17:45播出。
1989年2月13日起，改名為《五點八新聞》後，改為17:40播出。
1992年3月2日起，改名為《提早晚間新聞》。
1995年3月6日起，改名為《ITN提早晚間新聞》。
1999年3月8日起，改名為《ITV晚間新聞》後，改為18:30播出。
2001年1月22日起，改為兩位主播。
2009年11月2日起，改名為《ITV六點半新聞》。
2015年10月12日起，改名為《ITV晚間新聞》。
2022年3月7日起，《ITV晚間新聞》延長至一小時。
《ITV晚間新聞》的片頭曲與《ITV十點新聞》片頭曲一樣，改編自強尼·皮爾森創作的樂曲《The Awakening》。
2021年，該節目平均收看人數有320萬人，佔有率是21%。